# Körsbärsbagge
Körsbärsbagge (Orsodacne cerasi) är en skalbaggsart som först beskrevs av Carl von Linné 1758.  Körsbärsbagge ingår i släktet Orsodacne, och familjen Orsodacnidae. Enligt den finländska rödlistan är arten nära hotad i Finland. Arten är reproducerande i Sverige. Artens livsmiljö är lundskogar.

## Bildgalleri

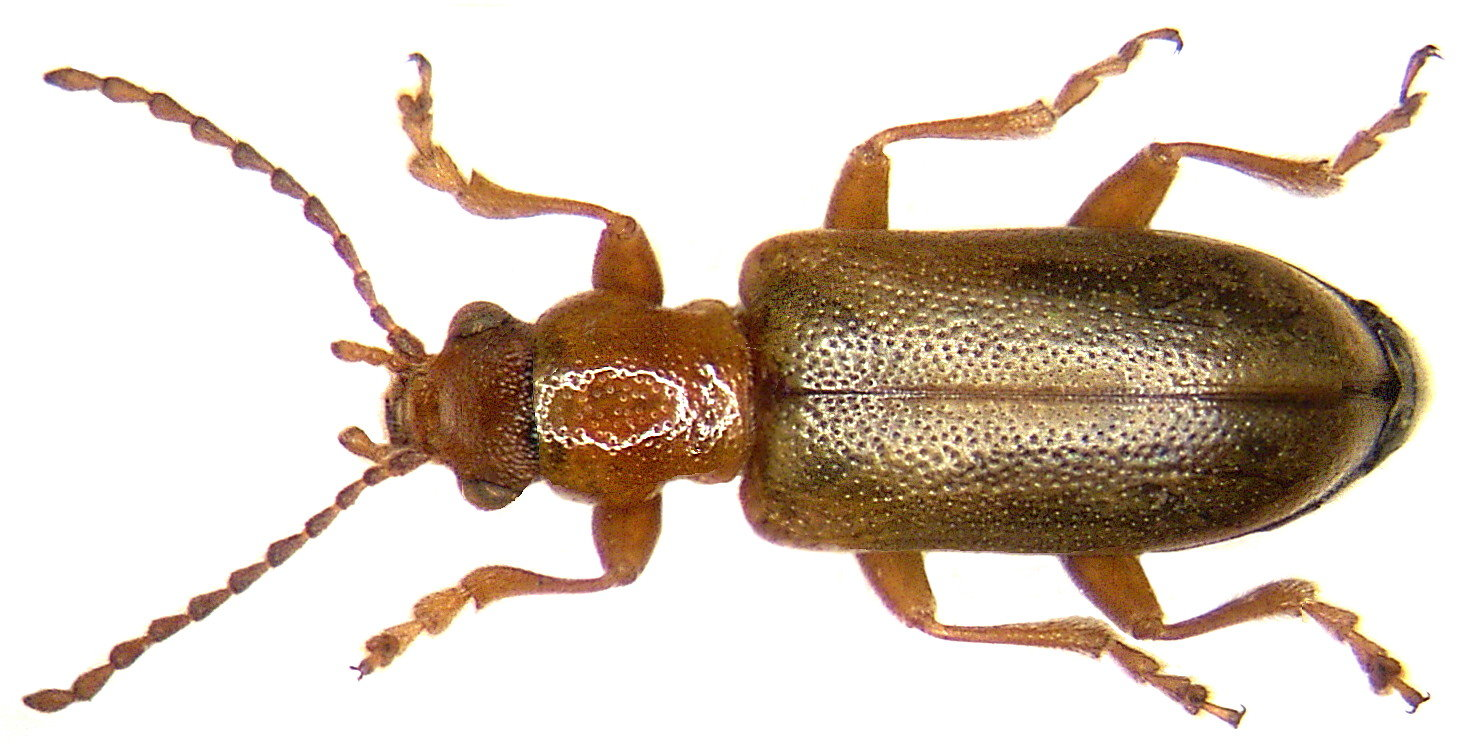
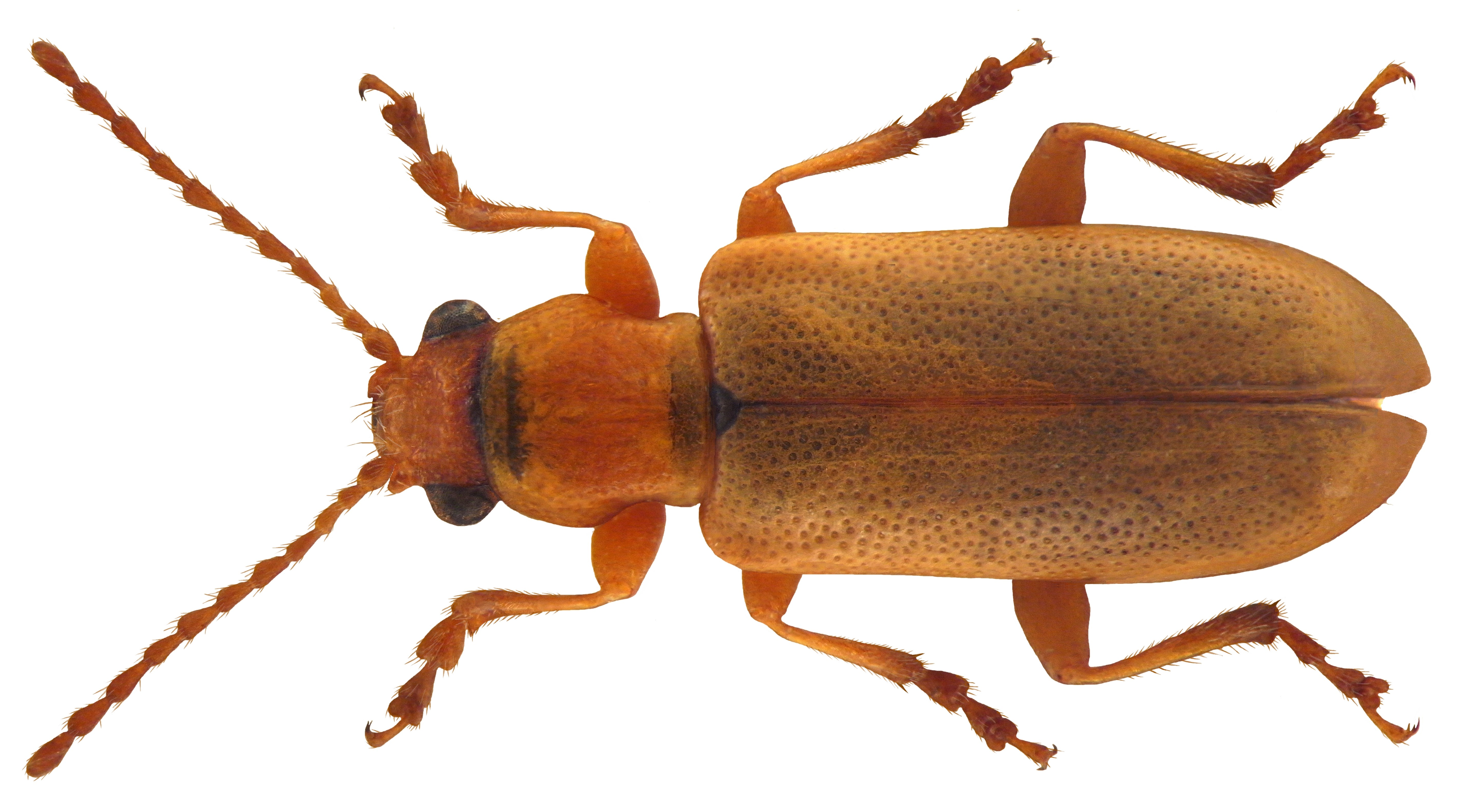
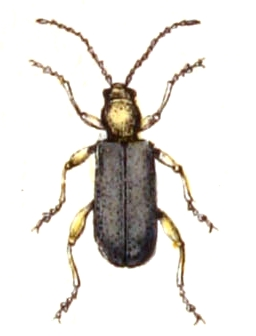